# X Models
X Models (även känd som X-Models) var en svensk popgrupp. Den var verksam i början av 1980-talet, med Efva Attling som frontfigur. Namnet X Models syftade på att sångerskan Efva Attling tidigare varit fotomodell.
Övriga medlemmar var Åke Holmberg, Ricky Johansson, Pelle Sirén och Åke Sirén.
Gruppen blev mest känd för sångerna "Två av oss" och "Hemlighet" från 1981.

## Medlemmar
- Efva Attling - Sång
- Åke Holmberg - Keyboard
- Ricky Johansson - Bas
- Pelle Sirén- Gitarr
- Åke Sirén - Trummor

## Diskografi

### Studioalbum
| Titel       | Släppår |
| ----------- | ------- |
| Hemligheter | 1981    |
| Tangitel    | 1984    |

### Singlar
| Titel                              | Släppår |
| ---------------------------------- | ------- |
| Två av oss/"Slut"                  | 1981    |
| Hemlighet                          | 1981    |
| Mitt liv/Låt aldrig kärleken dö ut | 1983    |